# Arkaim
Arkaim, rusky Аркаим, je archeologické naleziště opevněného sídla z poloviny 3. tisíciletí př. n. l. ležící v Rusku, na východních svazích jižního Uralu, zhruba osmdesát kilometrů od hranic s Kazachstánem. Je často spojováno s kulturou Sintašta, proto se někdy hovoří o kultuře Sintašta-Arkaim-Petrov (SAP), s ranými fázemi kultury Andronovo, a ranými Indoíránci. Kromě samotného Arkaimu je ke kultuře řazeno dalších devatenáct sídel, vzdálených od sebe zhruba dvacet až třicet kilometrů. Všechna se podobají nedalekým sídlům kultury Sintašta - jsou opevněná, mají půdorys kruhu či obdélníku se zaoblenými rohy, a pohřebiště s kurgany. V důsledku toho hovořil archeolog Gennadij Zdanovič o jižním Uralu a severním Kazachstánu jako o „Zemi měst“.

## Naleziště
Arkaim byl opevněným sídlem s kruhovým půdorysem zhruba sto padesát metrů a odhaduje se, že ho obývalo tisíc až dva tisíce lidí. Na vnější straně má ještě dvě další hradby, z nepálených cihel a hlíny v dřevěném bednění. Ve vnitřním kruhu se nacházelo přibližně šedesát polozemnic s ohništěm, sklepem a studnou, v některých lze nalézt i hutnické pece. Dále pak se nacházela odvodňovací strouha a ve středu sídla obdélníková „plaza“. Stejně jako ostatní okolní „města“ byl Arkaim interpretován různými způsoby: jako vojenská pevnost, proto-město nebo obřadní a náboženské centrum. Podle ruských archeologů měla místní společnost tři třídy: vojenské a náboženské vůdce, šlechtu a rolníky, a jednalo se o náčelnictví, přičemž dříve se hovořilo o vojenské demokracii. V Arkaimu byly známy vozy tažené koňmi a cínový bronz, bylo pěstováno proso a turkestánský ječmen.

## Objevení a moderní ohlas
Naleziště bylo nalezeno v roce 1987 a mělo být původně zaplaveno v rámci stavby přehrady, která měla být dokončena v roce 1989, ale stavba se zdržela v důsledku rozpadu Sovětského svazu a roku 1991 byl projekt pozastaven a Arkaim získal památkovou ochranu. Následně došlo ke vzniku místního vědeckého pracoviště, turistického zázemí a roku 1999 počala stavba muzea.
Od svého objevení získal Arkaim výraznou oblibu v ruských okultních a nacionalistických kruzích, v jejichž pojetí splývají Slované, Árjové a Indoevropané v jedno a v kterých je často odkazováno i na íránský zarathuštrismus. S nalezištěm tak počala být spojována řada zvláštních představ. Má se jednat například o model vesmíru, místo narození i pohřbení Zarathuštry, skrýš vybudovanou k přečkání apokalypsy mytickým perským králem Džamšídem nebo observatoř srovnávanou se Stonehenge. Podle jiných názorů šlo o nejstarší slovanský stát, pravlast Árijců nebo severský Ásgard. Užití svastiky na místní keramice přispělo k rozšíření tohoto symbolu mezi ruskými ultranacionalisty a roku 1991 astroložka Tamara Globa prohlásila, že Arkaim byl střežen indickými „mágy“ a jeho znovuobjevení bylo prorokována Paracelsem. Každý rok naleziště přitahuje kolem patnácti tisíc poutníků či duchovních turistů, kteří se zde modlí, meditují, tančí, zpívají, nasávají „energii“ a uctívají oheň.